# ロンドリーナ
ロンドリーナ（Londrina [lõˈdɾĩnɐ]）はブラジルのパラナ州北部にある都市。人口は57万5377人（2020年）。州内クリチバから369km北西にある。

## 概要
最初に入植したのはイギリス人で、地名は「小さなロンドン」という意味である。本格的な街造りが始まったのは1930年で、ドイツ人移民と日本人移民が中心となって造られたとされる。

## 施設
- 州立ロンドリーナ大学
- スゲタ球場 - 当市に野球を根付かせた菅田武から命名[3]

## スポーツ
- ロンドリーナEC - ロンドリーナを本拠地とするサッカークラブ。

## 日本とのつながり
- パラナ州の中では州都クリチバに次いで日系人が多く暮らす都市であり、およそ2万人が居住している。
- そうした背景から、地方都市ながら日本とは兵庫県西宮市、沖縄県名護市の2都市との間で友好都市関係を結んでいる。
  - 1977年5月11日に西宮市と友好都市提携を締結。
  - 1998年8月7日に名護市と友好都市関係を締結。
- パラナ州自体がサッカー選手の養成施設が多く日本からのサッカー留学の受け入れもまた多い州ではあるが、ロンドリーナは地元クラブのロンドリーナECを抱えることもあって、州内でもサッカー留学による日本との交流が盛んな都市のひとつである。
- 日系人の「グループ・サンセイ」により「ロンドリーナまつり」が2003年から毎年9月に開催されている[4]。「マツリ・ダンス」と呼ばれるブラジル・スタイルにアレンジされた独特の新盆踊り（ボンオドリ・ノーボ）もあり、J-popなどの現代の音楽に合わせて、盆踊りのように参加者全員が同じ振り付けを繰り返しで踊る[5]。

## 姉妹都市
- en:Mdoukha、レバノン
- レオン、ニカラグア
- トレド、アメリカ合衆国
- 西宮市、日本
- 名護市、日本
- ギマランイス、ポルトガル
- モデナ、イタリア
- 鎮江市、中国

## 著名出身者
- マルシオ・ラファエウ・フェレイラ・デ・ソウザ（ラフィーニャ） - サッカー選手
- フェルナンド・ルイス・ローザ （フェルナンジーニョ）- サッカー選手
- ジャジソン・ロドリゲス・ダ・シルバ - サッカー選手
- ジオバネ・エウベル・ジ・ソウザ - サッカー選手